# Quartier industriel de Ropka
Le quartier industriel de Ropka est situé dans le quartier Ropka de la ville de Tartu en Estonie. 

## Caractéristiques
Sa superficie est de 3,64 km2.
Le pont d'Ihaste sur la rivière Emajogi relie le quartier Ihaste et la zone industrielle de Ropka.
Le quartier abrite le centre de football Sepa et la prison de Tartu. 
La zone industrielle est entourée du nord dans le sens des aiguilles d'une montre par les quartiers de Tartu et les municipalités voisines : Ropka, Karlova, Annelinn, Ihaste,  Soinaste, Ropka, Variku.

## Démographie
Au 31 décembre 2013, le quartier industriel de Ropka compte 2 511 habitants. 